# Dunakeszi vasúti veszélyhelyzet
A dunakeszi vasúti veszélyhelyzet egy váratlan vasúti esemény volt 2014. július 19-én 14 óra 42 perckor a 70-es számú, Budapest–Vác–Szob vasútvonal Dunakeszi állomásán. A Szobról Budapest-Nyugati pályaudvarra tartó 2135-ös számú zónázó vonat Dunakeszi állomás Megállj! állású, D jelű bejárati jelzőjét meghaladva behaladt az állomásra és felvágta a 7. számú váltót. Ezt követően a vonat az állomás 8. vágányára terelődött, amin a 2364-es számú személyvonat közlekedett. A két vonat egymással szemben, 38,2 méter távolságra állt meg.

## A baleset körülményei
Az esemény idején a vasúti biztosítóberendezés Dunakeszi állomáson jól működött. Egy korábbi rongálásos lopás miatt a 8. vágányon tartós hamisfoglaltság volt, ezért oda a vonatokat csak hívójelzéssel lehetett bejáratni, ez azonban a közlekedés biztonságát nem veszélyeztette. A baleset idején az érintett szakaszon napos idő volt, a távolbalátás nem volt korlátozott. A vasúti pálya érintett szakaszán a 2135-ös számú vonat közlekedési irányából a vasúti pálya íves és bevágásban halad, ezért ezen a szakaszon a szabadlátás korlátozott.
Az esemény napján a vonalon feltorlódtak a tehervonatok, ami a személyvonatok közlekedésében is zavarokat okozott. A forgalmi szolgálatra a szokásosnál nagyobb nyomás nehezedett, hiszen nem csak a személyvonatok zavartalan közlekedését kellett biztosítaniuk, hanem a tehervonatokat is le kellett közlekedtetni a lehető legkisebb késésekkel. A helyzetet bonyolította, hogy Vác állomás folyamatban lévő átépítése, valamint Rákospalota-Újpest állomás elavult biztosítóberendezése miatt az állomási feladatok, egy-egy vonatkeresztezés vagy előztetés lebonyolítása plusz erőforrásokat igényelt.

### A 2364-es számú vonat közlekedése
A rendkívüli eseményben érintett 2364-es számú személyvonat egy regionális személyszállító vonat, mely naponta közlekedik Budapest-Nyugati pályaudvar és Vác között. A vonat menetrend szerint minden állomáson, így Dunakeszi állomáson is megáll. A vonatnak menetrend szerint a 3. vágányon kell közlekednie.
A 2364-es az esemény napján körülbelül 2 perc késéssel közlekedett. A vonat Rákospalota-Újpest vasútállomásról elindult, majd megérkezett Dunakeszi állomásra, ahol részére a bejárati jelzőn Hívójelzés jelent meg. Ez a jelzés legfeljebb 15 km/h-s sebességgel engedélyezi a behaladást, és kivezérlésére a korábbi lopás okozta hamisfoglaltság miatt volt szükség.
A mozdonyvezető a váltókörzetben észlelte, hogy utasperonnal nem rendelkező vágányra járatják be, ám erről előzetes értesítést nem kapott, holott ez szükséges lett volna. Ezért vonatával a váltókörzetben megállt, és telefonon felhívta a mozdonyirányítót, akitől azt a választ kapta, hogy haladjon be az állomásba és ott érdeklődjön. A mozdonyvezető ennek megfelelően járt el, noha a mozdonyirányító a mozdonyvezetőnek nem adhatott volna a forgalommal, a közlekedés lebonyolításával kapcsolatos rendelkezést.
A vonattal az engedélyezett 15 km/h körüli, kb. 13–14 km/h sebességgel behaladt a 8. vágányra, miközben sikerült telefonos kapcsolatba lépnie az állomás forgalmi szolgálattevőjével, aki tájékoztatta, hogy a személyvonatot tévedésből fogadta utasperonnal nem rendelkező vágányra, de idő hiányában a vonatot nem fogja átállítani, az utascserét a 8. vágányon kell lebonyolítani. Eközben a mozdonyvezető észlelte, hogy azonos vágányon vele szemben egy másik vonat közeledik, ezért vonatát gyorsfékezéssel megállította.

### A 2135-ös számú vonat közlekedése
A balesetben részes 2135-ös számú zónázó vonat egy regionális személyszállító vonat, mely naponta közlekedik Szob és Budapest-Nyugati pályaudvar között. Szob és Vác között Dömösi átkelés megállóhely kivételével minden állomáson és megállóhelyen megáll, Váctól Budapest-Nyugati pályaudvarig nem áll meg, így Dunakeszi állomáson sem. A vonatnak menetrend szerint a 4. (bal átmenő) vágányon kell áthaladnia.
A 2135-ös az esemény napján pontosan közlekedett. A vonatot továbbító mozdony a 431 191 (V43 1191) volt, melyen úgynevezett "négydobozos" EVM-120 típusú vonatbefolyásoló berendezés van. Az előzetes vizsgálatok szerint a berendezés a balesetet megelőzően végig jól működött.
Dunakeszi állomáshoz közeledve a D jelű bejárati jelzőre előjelzést adó térközjelzőn egy sárga fény volt (ez a legnagyobb engedélyezett sebességgel történő elhaladást engedi a térközjelző előtt, de fel kell készülni, hogy a következő jelzőn megállj jelzés várható), a mozdonyvezető azonban ezt nem észlelte, és nem kezdte meg a vonat fékezését. Így a vonat a továbbhaladást tiltó bejárati jelző mellett elhaladt. Ezt észlelte a vonatbefolyásoló berendezés, és azonnal kényszerfékezést kezdeményezett. A már fékeződő vonat felvágta a részére helytelenül álló 7 számú váltót, és a 2364-es számú vonat vágányútjába, a 8. vágányra terelődött. A két vonat egymástól 38,2 méterre állt meg.

### A forgalmi szolgálat tevékenysége
Ahogy az a bevezetőben is említésre került, a 70-es számú vasútvonalon többek között Vác vasútállomás átépítése miatt a szokásosnál nagyobb nyomás nehezedik a forgalmi szolgálattevőkre. Ez a helyzet bár nem okozója, de közrejátszott a baleset bekövetkezésében.
Dunakeszi után a következő állomás Rákospalota-Újpest. A két állomás közti vonatforgalmat a két állomás forgalmi szolgálattevői közösen szabályozzák. Rákospalota-Újpest felől egy tehervonat és a 2364-es számú vonat volt várható Dunakeszi felé. Rákospalota-Újpest forgalmi szolgálattevője először a tehervonatot tervezte elküldeni a személyvonat előtt, és erről beszélt is Dunakeszi forgalmi szolgálattevőjével. A tehervonat késése miatt azonban a helyzet megváltozott, és Rákospalota a 2364-es személyvonatnak kért engedélyt, amit Dunakeszi meg is adott. A dunakeszi forgalmi szolgálattevő azonban mégis úgy emlékezett, hogy a tehervonat érkezik, és a bejárati vágányutat a 8., utasperonnal nem rendelkező vágányra állította be azért, hogy a félreálló tehervonatot megelőzhesse a személyvonat.
Tévedésére akkor jött rá, amikor a 2364-es mozdonyvezetője telefonon érdeklődött a kialakult helyzetről. Közben a forgalmi szolgálattevő beállította a személyvonatnak a kijárati vágányutat a 8. vágányról Göd (Vác) felé, és a vágány hamisfoglaltsága miatt kivezérelte a kijárat jelzőre a hívójelzést. A tervezett keresztbe járatás miatt a 2135-ösnek meg kellett volna állnia a D jelű bejárati jelző előtt, a vonat azonban behaladt az állomásba.

## A vizsgálat
A rendkívüli eseményt a Közlekedésbiztonsági Szervezet (KBSZ) is vizsgálja. A vizsgálatról annak befejeztével zárójelentést készítenek, melyet közzétesznek majd a honlapjukon.